# 卡內皮 (市鎮)
卡內皮，是爱沙尼亚珀爾瓦縣的一个乡村型市镇。行政中心为卡內皮。市镇面积为525平方公里，2021年时人口数量为4,790人。

## 行政管理
2017年爱沙尼亚行政改革后，原卡內皮市镇、克萊斯泰市镇和瓦爾格耶爾韋市镇合并成新的卡內皮市镇。
新的卡內皮市镇包括个1小镇和49个村庄。